# Melinda coelestis
Melinda coelestis är en tvåvingeart som först beskrevs av Robineau-desvoidy 1830.  Melinda coelestis ingår i släktet Melinda och familjen spyflugor.
Artens utbredningsområde är Frankrike. Inga underarter finns listade i Catalogue of Life.